# Tom Blyth

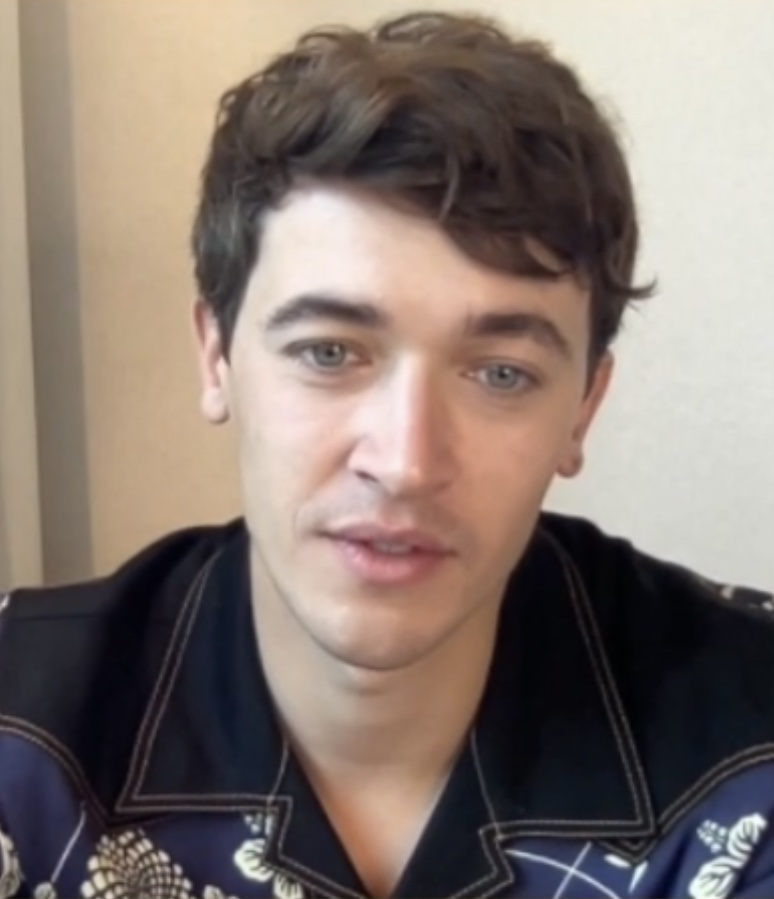
Tom Blyth (2022)

Tom Keir Blyth (* 2. Februar 1995 in Birmingham) ist ein britischer Schauspieler, der seinen Durchbruch als Coriolanus Snow in Die Tribute von Panem – The Ballad of Songbirds and Snakes schaffte.

## Leben und Karriere
Blyth wurde im Februar 1995 als Sohn des Produzenten Gavin Blyth und der Berufsberaterin Charlotte in Birmingham geboren. Er wuchs mit seiner Schwester Anya in Woodthorpe, einem Vorort von Nottingham, auf. Nach dem Besuch der Arnold Hill Academy und des Bilborough College absolvierte er 2020 seinen Abschluss an der Juilliard School in New York City.
Blyth begann seine Schauspielkarriere 2010 als Kinderdarsteller in den Filmen Robin Hood und Pelican Blood. 2018 spielte Blyth an der Seite von Richard Mason in dem Coming-of-Age-Film Scott and Sid mit. In dem 2021 veröffentlichten Kriegsdrama Benediction übernahm er die Rolle des Glen Byam Shaw. 2022 hatte er eine Gastrolle in der HBO-Fernsehserie The Gilded Age.
Seit April 2022 verkörpert Blyth die Rolle des William H. Bonney in der Epix-Fernsehserie Billy the Kid.
Blyth wurde im Mai 2022 für die Rolle des Coriolanus Snow in der Verfilmung des Romanes Die Tribute von Panem X – Das Lied von Vogel und Schlange von Suzanne Collins auserwählt. Er trat somit in die Fußstapfen von Donald Sutherland, der die Rolle in den vorherigen Filmen verkörperte.

## Filmografie (Auswahl)
- 2010: Robin Hood
- 2010: Pelican Blood
- 2018: Scott and Sid
- 2021: Benediction
- 2022: The Gilded Age (Fernsehserie, Episode 1x05)
- seit 2022: Billy the Kid (Fernsehserie)
- 2023: Die Tribute von Panem – The Ballad of Songbirds and Snakes (The Hunger Games: The Ballad of Songbirds and Snakes)
- 2025: Plainclothes